# Foresta vergine di Komi
La foresta vergine di Komi è un patrimonio dell'umanità dell'UNESCO situato nella parte settentrionale degli Urali, nella repubblica russa dei Komi. Con i suoi 32.800 km² è la più ampia foresta vergine d'Europa. Il sito corrisponde alla riserva naturale della Pečora e dell'Ilyč ed al parco nazionale di Jugyd va. Venne aggiunto ai patrimoni dell'umanità nel 1995, il che lo rende il primo patrimonio ambientale dello stato.
La foresta fa parte dell'ecosistema della taiga degli Urali. Le specie vegetali dominanti comprendono i pecci siberiani, gli abeti siberiani (Abies sibirica) ed i larici siberiani, mentre i mammiferi più numerosi sono renne, zibellini, furetti e lepri.
L'iscrizione alla lista dei Patrimoni dell'Umanità portò al parco finanziamenti che lo salvarono dalle mire minerarie di una ditta francese, la HUET Holding. Nonostante i trattati per la conservazione del parco, vi sono però stati episodi di attività illegali, soprattutto di estrazione dell'oro. Le miniere d'oro della parte settentrionale del parco nazionale di Yugyd-Va furono utilizzate fino al 1995. Tuttora vi sono tentativi di far ripartire l'estrazione che mettono pressione al Presidente della Repubblica ed al Ministero dell'Ambiente di Komi: il governo regionale ha tentato di spostare il confine del sito in modo da escludere le miniere ed eliminarne la protezione, ma la Suprema Corte di Komi ne ha recentemente escluso la possibilità.

## Galleria d'immagini

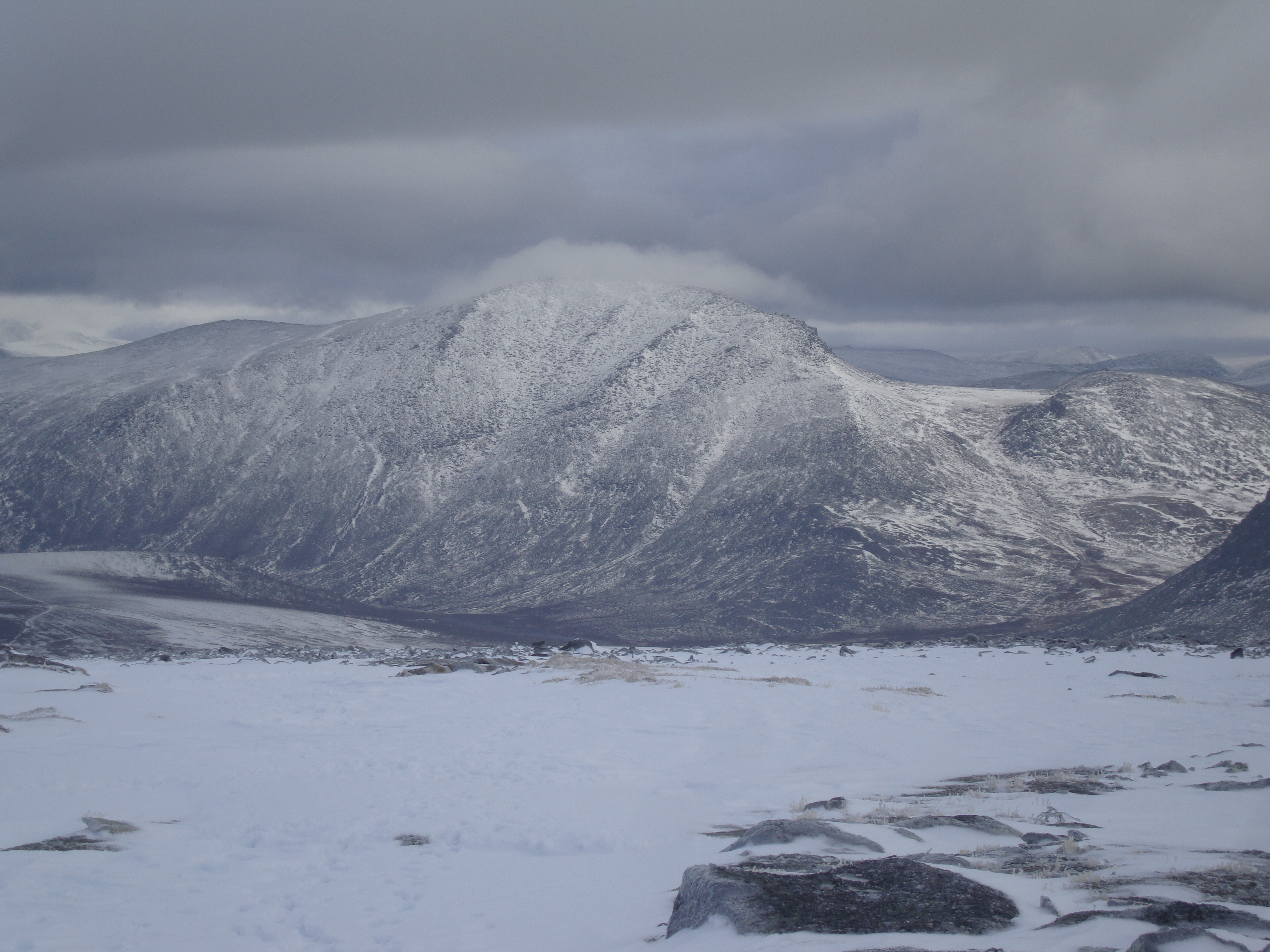
La foresta in inverno
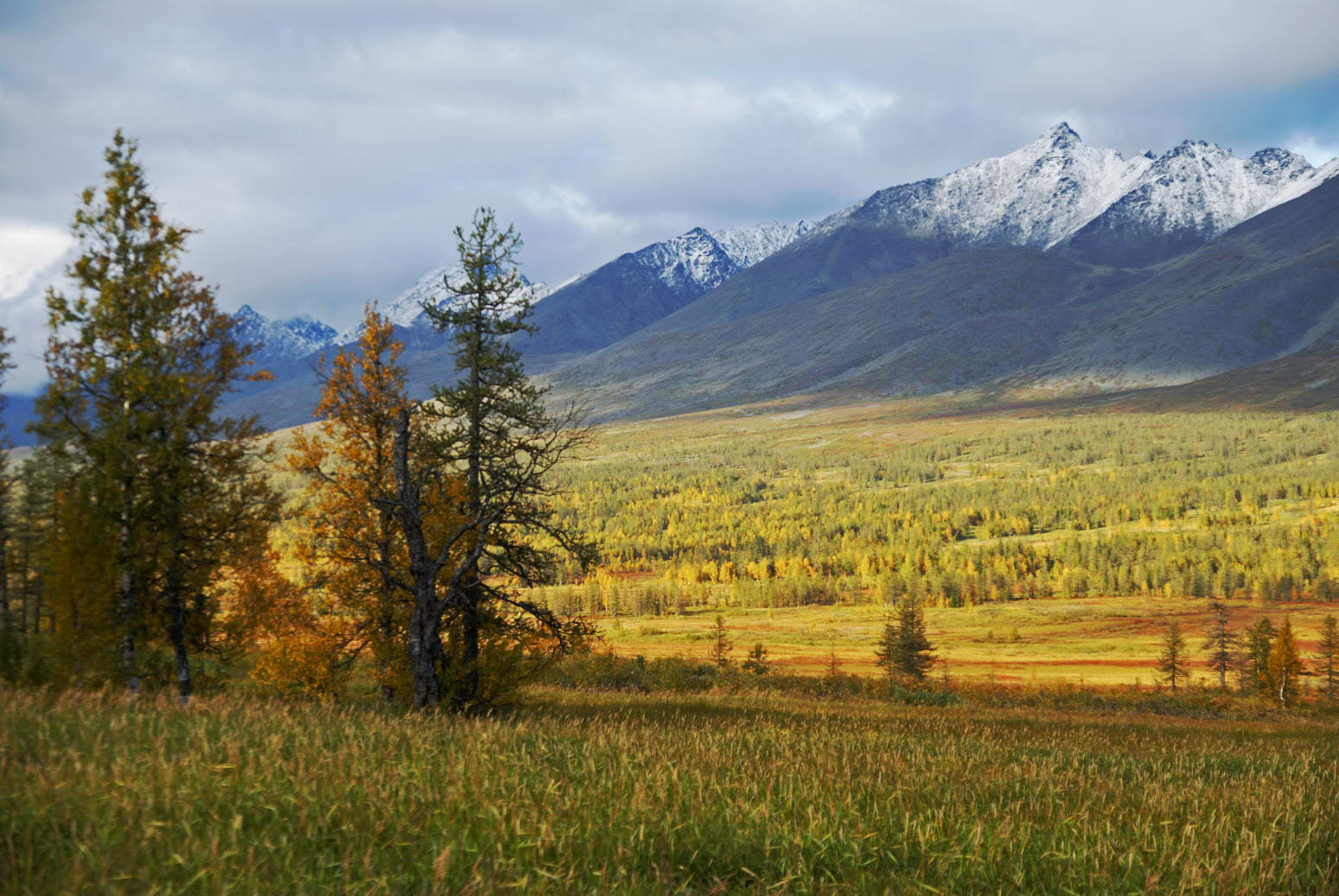
La foresta in autunno